# Gancio (pallacanestro)
Il gancio, nella pallacanestro, è un tipo di tiro.
Chi tira di gancio, tiene il proprio corpo fra la palla e il difensore, stendendo il braccio che tiene il pallone dalla parte opposta e sopra la testa, mentre l'altro braccio (quello più vicino al difensore) crea spazio per proteggere la palla; la mano che tira si piega quando il braccio è completamente steso e verticale, puntando il pallone verso il canestro. Nel momento del tiro, inoltre, il giocatore stacca da terra con la gamba interna mentre alza quella corrispondente al braccio che tira, voltandosi verso il canestro mentre atterra dopo aver rilasciato il pallone.
Una variante di questo gesto tecnico è il semigancio (o mezzogancio), che si esegue staccando da terra con entrambi i piedi dopo un arresto; il giocatore in questo caso riatterra nella stessa posizione di quando salta.
Il gancio e il semigancio sono tiri che vengono effettuati vicino a canestro e in particolare dai pivot quando ricevono palla in post-basso, in quanto la posizione della palla il più lontano possibile dal difensore e la stazza di un giocatore d'area rendono questo tiro molto difficile da difendere e da stoppare. Questo gesto era diffusissimo nel basket degli anni '60, anche fra i giocatori di bassa statura, mentre nell'ultimo decennio la predilezione dei "lunghi" per la forza fisica al posto della tecnica (specie nella NBA) lo ha reso molto meno utilizzato.

## Gancio cielo
Il movimento del gancio divenne negli anni 1970 e 1980 il marchio di fabbrica del gioco dell'allora più prolifico realizzatore nella storia della NBA, Kareem Abdul-Jabbar. La perfezione tecnica con cui il giocatore lo eseguiva, unita alla sua imponente altezza di 218 centimetri e alla sua elevazione, resero il suo gancio un tiro quasi impossibile da contrastare o stoppare, visto che il tiro aveva spesso una  parabola per lo più discendente verso il canestro. A questo, si aggiunga che Abdul-Jabbar effettuava il suo gancio con precisione anche di sinistro, e anche a distanze ragguardevoli dal canestro. 
Per l'altezza alla quale Abdul-Jabbar era solito rilasciare il pallone, il suo particolare tiro venne chiamato skyhook (in italiano gancio cielo). Pat Riley, coach di Abdul-Jabbar ai Lakers, descrisse il gancio cielo come "La singola arma più devastante nella storia della pallacanestro.".